# Philipp von Horn
Philipp von Horn (ur. ok. 1595, zm. 21 maja 1659, Berlin) – szlachcic pomorski, kanclerz pomorski i tajny radca brandenburski, dyplomata.
Syn kanclerza pomorskiego Burckhardta i Pelagii z Zitzewitzów. Po studiach na uniwersytetach w Lipsku i Gryfii wszedł do administracji księcia wołogoskiego Filipa Juliusza jako radca dworu (Hofrat). Po śmierci księcia w 1625 przeszedł na służbę jego następcy – księcia Bogusława XIV, który mianował go kanclerzem na całe Pomorze oraz przewodniczącym sądu nadwornego w Wołogoszczy. W latach 1627–28 Horn był wysyłany w misjach dyplomatycznych do Axela Oxenstierny, króla Szwecji Gustawa II Adolfa i elektora brandenburskiego Jerzego Wilhelma. Po śmierci Bogusława XIV, który uważał Horna za skutecznego dyplomatę i doświadczonego męża stanu, w 1637, a tym samym po wygaśnięciu dynastii Gryfitów, początkowo był zwolennikiem Szwedów, jednak w 1642 rozczarowany ich działaniami na Pomorzu przeszedł na stronę Brandenburgii. W 1647 Horn został mianowany przez elektora Fryderyka Wilhelma członkiem tajnej rady. Dalej brał udział w działaniach dyplomatycznych, posłował w sprawie wycofania załóg z księstwa Kleve do Hagi w 1648, a w 1652 posłował do cesarza Ferdynanda III do Pragi przed sejmem Rzeszy w Ratyzbonie, a później był obecny na samym sejmie. Dzięki jego działaniom w zamian za poparcie elekcji syna cesarskiego Ferdynanda elektor brandenburski uzyskał wiążące przyrzeczenie, że Szwecja nie uzyska głosu na sejmie zanim nie wycofa się z Pomorza Zachodniego.
Był dwukrotnie żonaty. Najpierw z Esterą z Platenów, a później z Agnesą, córką landrata Pomorza Przedniego Joachima von Mördera. Z drugiego małżeństwa pochodził Friedrich Wilhelm von Horn, szwedzki poseł w Wiedniu, a później meklemburski premier, zmarły w 1700.